# Gotthard av Hildesheim

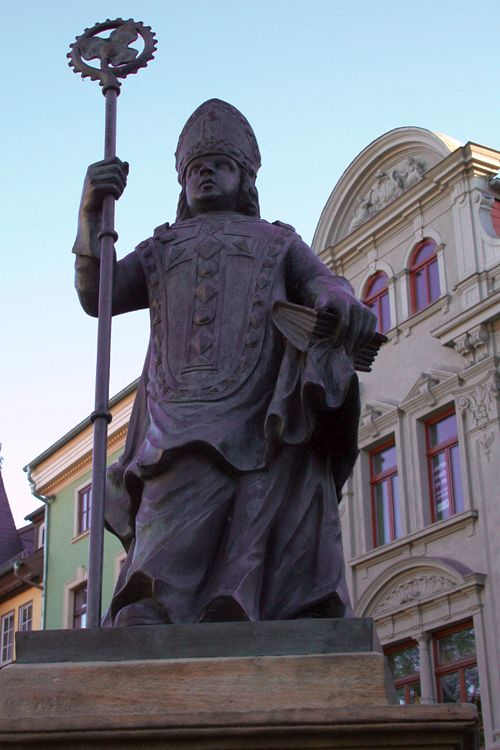
Gotthardsbrunnen i Gotha.

Sankt Godehard eller Gotthard av Hildesheim, född omkring 961, död 1038, var en tysk munk och katolskt helgon.
Godehard var biskop i Hildesheim och som sådan en framstående stiftschef som vårdade sig om undervisningen och lät uppföra flera betydande kyrkobyggnader. Han kanoniserades 1131. Godehards festdag firas 4 maj och han avbildas ofta med en kyrkomodell Sankt Gotthard har fått namn efter helgonet. 